# Gustav Seibt

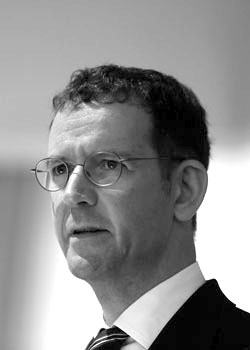
Gustav Seibt 2013

Gustav Seibt (* 10. März 1959 in München) ist ein deutscher Literaturkritiker, Essayist und Historiker. Er arbeitet seit 2001 für die Süddeutsche Zeitung und veröffentlicht historische Sachbücher.

## Leben
Seibts Großonkel war der CSU-Politiker und Bundesminister Fritz Schäffer. Seibt besuchte von 1969 bis 1978 das humanistische Wilhelmsgymnasium München, wo er sein Abitur ablegte. Danach studierte er Geschichte sowie deutsche, lateinische und italienische Literatur an den Universitäten Konstanz, München, Bielefeld und Rom. In Bielefeld studierte er bei Reinhart Koselleck, Niklas Luhmann und Karl-Heinz Bohrer.
1990 wurde er bei Arno Borst in Konstanz in Mittelalterlicher Geschichte mit der Dissertation Anonimo Romano. Geschichtsschreibung in Rom an der Schwelle zur Renaissance zum Dr. phil. promoviert. Seibts Rigorosum im Juli 1990, bei dem auch der spätere FAZ-Mitherausgeber Frank Schirrmacher anwesend war, wurde von Eckhard Henscheid in der Erzählung 10:9 für Stroh (1998) literarisch verarbeitet.
Ab 1985 schrieb Seibt für das Feuilleton der Frankfurter Allgemeinen Zeitung. Von 1987 bis 1996 war er dort Redakteur, ab 1994 der Nachfolger von Schirrmacher als Leiter der Redaktion Literatur und literarisches Leben. 1996 gehörte Seibt zu elf Redakteuren, die einen Brief an Frank Schirrmacher unterzeichneten. Darin beklagten sie eine massive Verschlechterung des Arbeitsklimas, die die Qualität der Zeitung bedrohe. 1997 wechselte er mit weiteren FAZ-Redakteuren in die Kulturredaktion der Berliner Zeitung. 2000/01 war er Autor der Hamburger Wochenzeitung Die Zeit. Seit 2001 schreibt er für die Süddeutsche Zeitung.
1998/99 hatte er die Gastprofessur für Literaturkritik an der Universität Göttingen inne. Seit 2003 ist Seibt Mitglied der Deutschen Akademie für Sprache und Dichtung in Darmstadt und seit 2004 der Sektion Literatur der Akademie der Künste Berlin.
Große Beachtung fand 2001 sein Buch über die Römische Frage (1870). Paul Hoser zufolge ist ihm damit „ein Stück Geschichtsschreibung in klassischer Tradition geglückt“. Christof Dipper, der Seibt als Historiker und Journalist sowie „Italienkenner von hohen Graden“ ausweist, hält das Buch für „gedankenreich“ und „anregend“.
Er beschäftigte sich eingehend mit Johann Wolfgang von Goethe; mehrere seiner Werke waren Sachbücher des Monats: Goethe und Napoleon. Eine historische Begegnung (Platz 1 im Oktober 2008), Goethes Autorität. Aufsätze und Reden (Platz 5 im August 2013) und Mit einer Art von Wut. Goethe in der Revolution (Platz 3 im Dezember 2014).
In den Jahren 2007/08 und 2012/13 war Seibt Fellow am Wissenschaftskolleg zu Berlin.
Seibt ist seit 2009 mit dem Berliner FDP-Politiker Carl Grouwet verpartnert bzw. seit 2022 verheiratet und lebt in Berlin.
Sein 2019 für die Süddeutsche Zeitung verfasster Artikel "Sire, geben Sie Begriffsfreiheit" war 2024 Bestandteil des Deutsch-Abiturs in verschiedenen Bundesländern als Textgrundlage für eine Sachtexterörterung.

## Auszeichnungen
- 1995: Sigmund-Freud-Preis für wissenschaftliche Prosa der Deutschen Akademie für Sprache und Dichtung[11] für seine Doktorarbeit Anonimo romano
- 1999: Hans-Reimer-Preis der Aby-Warburg-Stiftung für seinen Vortrag Die italienische Eroberung Roms
- 2010: Nominierung für den Deutschen Reporterpreis für seinen Artikel Im Glauben gescheitert (SZ, 23. April 2010)
- 2011: Deutscher Sprachpreis der Henning-Kaufmann-Stiftung „für seine außerordentliche Kunst des Erzählens“
- 2012: Friedrich-Schiedel-Literaturpreis der Stadt Bad Wurzach für sein Buch Goethe und Napoleon. Eine historische Begegnung.
- 2013: Hildegard-von-Bingen-Preis für Publizistik[12] für sein Buch Goethes Autorität. Aufsätze und Reden

## Schriften (Auswahl)
- Anonimo romano. Geschichtsschreibung in Rom an der Schwelle zur Renaissance (= Sprache und Geschichte. Bd. 17). Klett-Cotta, Stuttgart 1992, ISBN 3-608-91614-8 (zugl. Dissertation, Universität Konstanz, 1990).
- Das Komma in der Erdnußbutter. Essays zur Literatur und literarischen Kritik (= Fischer. Bd. 13874). Fischer Taschenbuch Verlag, Frankfurt am Main 1997, ISBN 3-596-13874-4.
- Damit wir wissen, was wir erlebt haben. Zeit der Geschichte, Zeit des Romans (= Zeichen. Bd. 2). Alexander, Berlin 1998, ISBN 3-89581-027-4.
- Rom oder Tod. Der Kampf um die italienische Hauptstadt. Siedler, Berlin 2001, ISBN 3-88680-726-6.
- Durs Grünbein u. a.: Schlaflos in Rom. Versuch über den Satirendichter Juvenal (= Vorträge aus dem Warburg-Haus. Bd. 5). Akademie-Verlag, Berlin 2001, ISBN 3-05-003685-0.
- Canaletto im Bahnhofsviertel. Kulturkritik und Gegenwartsbewußtsein (= ZuKlampen!-Essay). Zu Klampen, Springe 2005, ISBN 978-3-934920-76-7.
- (Hrsg.): Demokratisch reden. Parlament, Medien und kritische Öffentlichkeit in Deutschland (= Valerio. Bd. 2). Wallstein, Göttingen 2005, ISBN 978-3-89244-987-4.
- Goethe und Napoleon. Eine historische Begegnung. C.H. Beck, München 2008, ISBN 978-3-406-57748-2; Taschenbuchausgabe: dtv, München 2010, ISBN 978-3-423-34610-8.
- Deutsche Erhebungen. Das Klassische und das Kranke (= ZuKlampen!-Essay). Zu Klampen, Springe 2008, ISBN 978-3-86674-024-2.
- Goethes Autorität. Aufsätze und Reden (= ZuKlampen!-Essay). Zu Klampen, Springe 2013, ISBN 978-3-86674-223-9.
- Mit einer Art von Wut. Goethe in der Revolution. C.H. Beck, München 2014, ISBN 978-3-40667-055-8.
- In außerordentlichen Zeiten. Politische Essays. C.H. Beck, München 2023, ISBN 978-3-406-80858-6.